# 安娜·克劳米

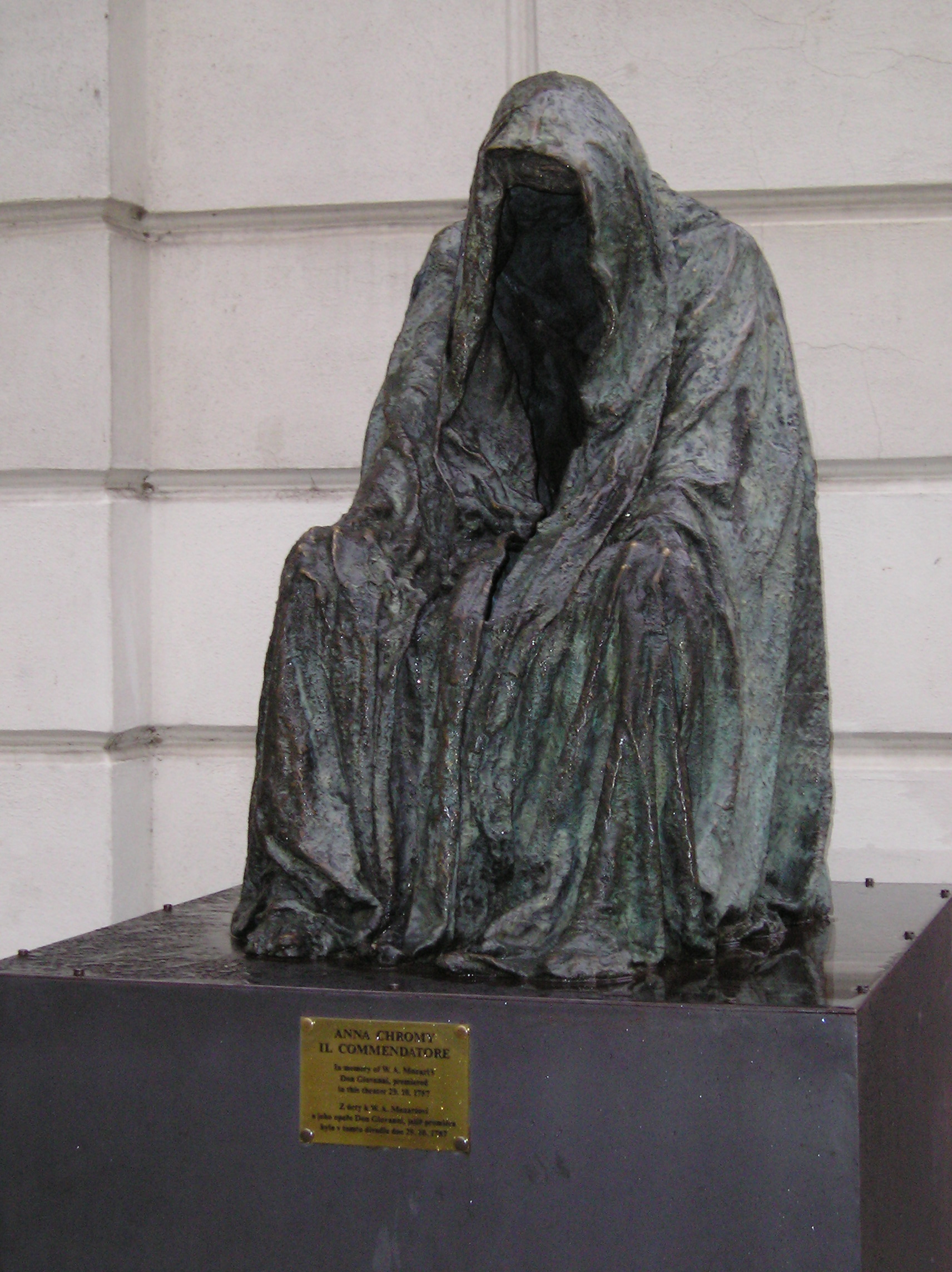

安娜·克劳米 (Anna Chromý，1940年7月18日—)，出生于捷克克鲁姆洛夫，是一位画家和雕塑家。出生于波希米亚（捷克共和国），在奥地利长大，在法国生活并在意大利工作，她被很多人认为是地道的欧洲人。
在第二次世界大战末期，安娜·克劳米全家从波希米亚搬到奥地利的维也纳。她的家庭当时没有钱供她读艺术学校，这在她结婚并搬到巴黎之后才成为可能。她是在École des Beaux-Arts接受的教育并在她专攻的超现实画派获得了声誉。

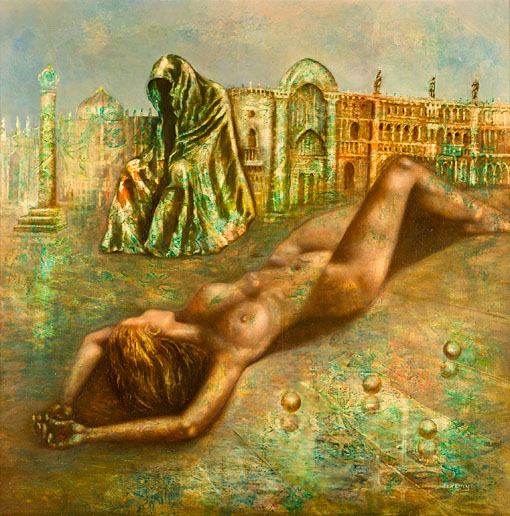
'生存还是毁灭', 1982, 100 cm x 100 cm
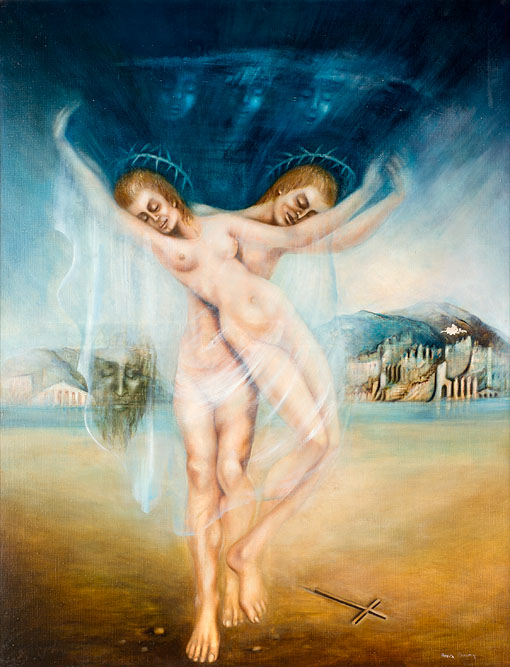
'永恒的爱', 1979, 90 cm x 115 cm
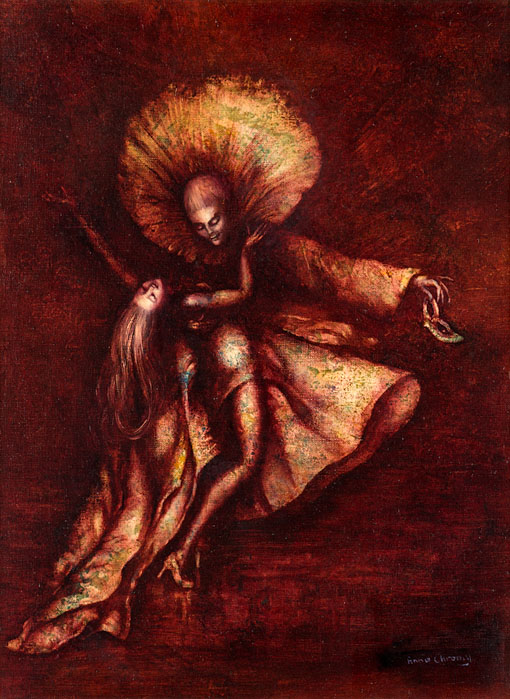
'威尼斯的舞会', 1979, 45 cm x 60 cm
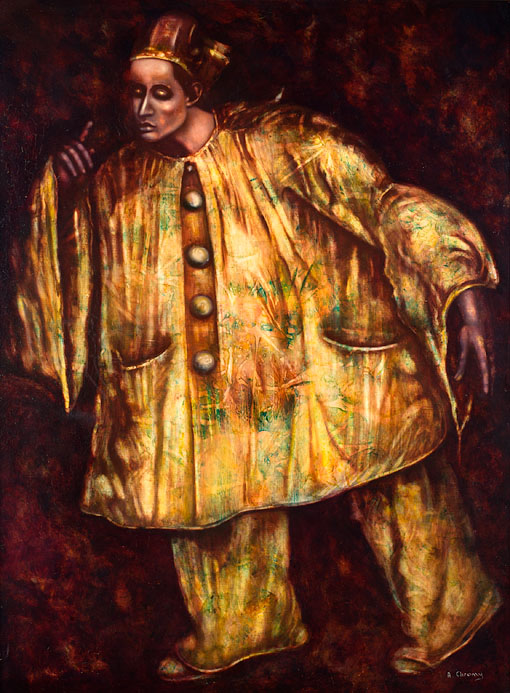
'小丑', 1979, 95 cm x 130 cm

1992年的一次重大事故为安娜·克劳米造成了严重的身体创伤，她连续8年无法再作画。于是，她将注意力转向了雕塑，青铜和大理石成为了她新的艺术创作媒质。

## 工作室
安娜·克劳米在托斯卡纳的彼得拉桑塔有工作室，在那里她还有自己的青铜器制造厂，制造厂Artistica Mariani和Massimo Del Chiaro。她的大理石雕塑作品诞生于彼得拉桑塔的Massimo Galleni工作室。在卡拉拉，她在Franko Barattini的米开朗基罗工作室创作雕塑。

## 良知艺术

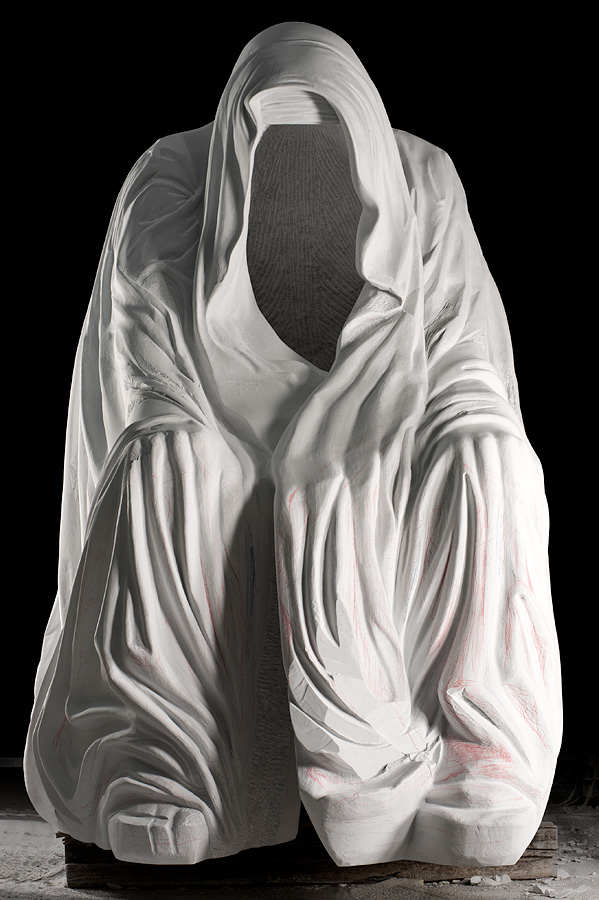
15英尺高的良心的斗篷
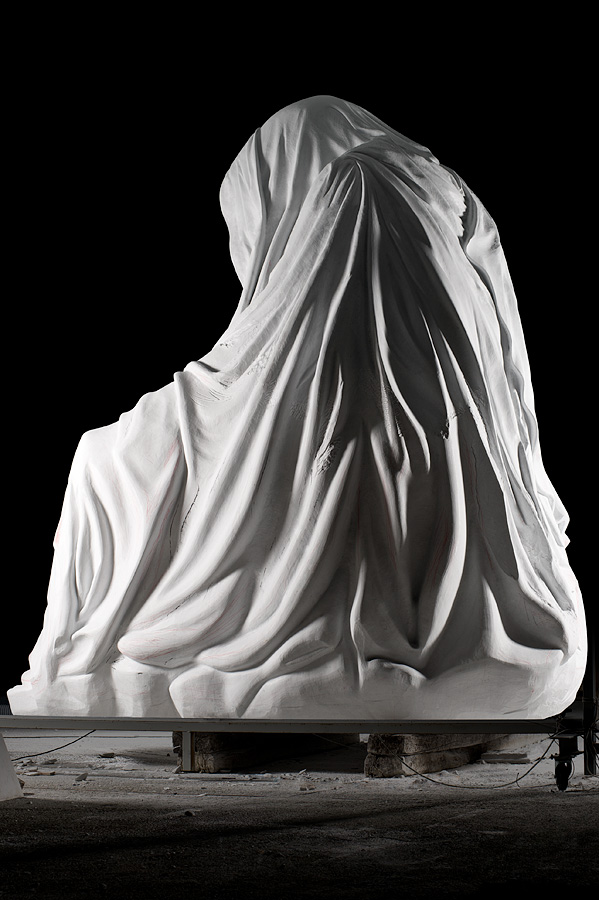
重达70吨的良心的斗篷
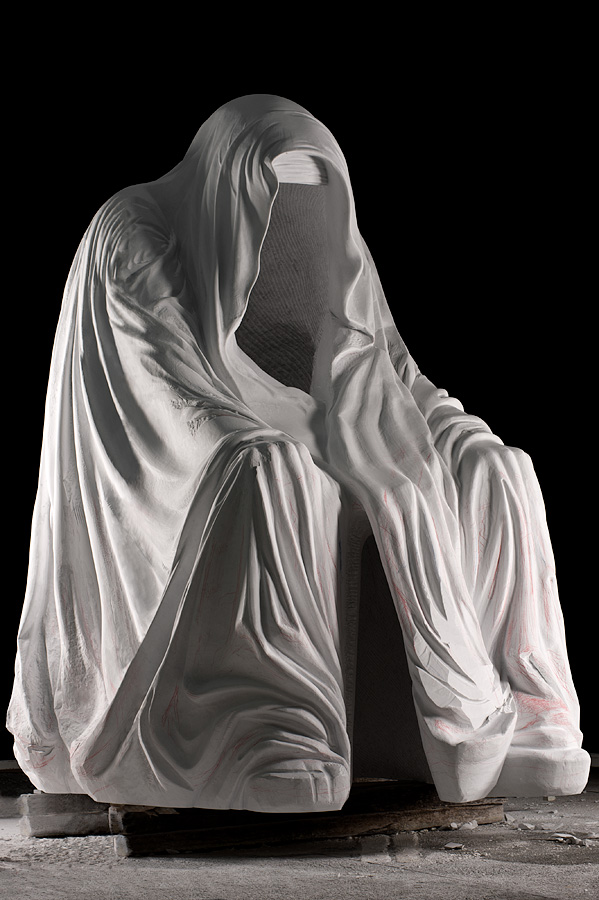
参观者可以走进良心的斗篷并感受它内在的能量
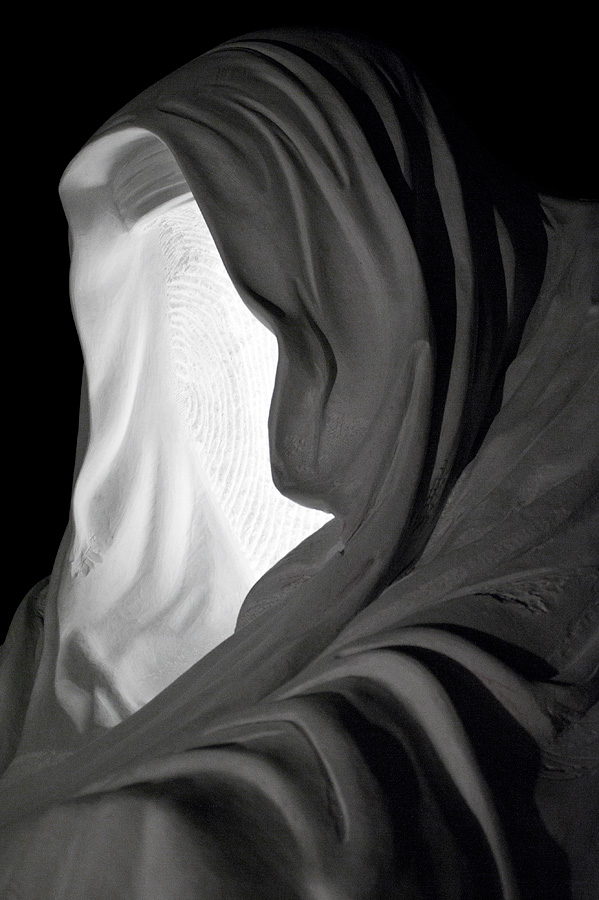
良心的斗篷近照

克劳米最著名的作品就是那件空斗篷，被称为良心的斗篷，Piétà或者Commendatore，位于奥地利萨尔茨堡的大教堂，布拉格的Stavovske divadlo，雅典的国家考古博物馆和其它很多地方。现在，克劳米正致力于将斗篷转变成一座四米多高的教堂，它由一块整的白色大理石雕琢而成，重200吨，位于卡拉拉的米开朗基罗洞。
克劳米的其它重要著作包括奥运精神，将座落于新的上海图书馆前面；欧洲——对古老神话的现代诠释, 将被摆放在欧洲学院前面。。在2009年，她的作品“Olivier d’Or”由摩纳哥王子， Albert II引荐给诺贝尔和平奖得主Elie Wiesel。在2008年，她亲自在罗马的圣彼得斯，为教皇 Benedict XVI展示了 良心的斗篷，这标志着 良知学院（页面存档备份，存于） 的创建。
克劳米常常从音乐，特别是歌剧中汲取灵感；还包括经典的舞蹈和古老的神话。她的作品表现了对Salvador Dalí和其他超现实派画家的钦佩，并含有Vienna School of Fantastic Realism和其他中欧艺术家的痕迹。她运用的颜色，有时候也用在雕塑上，有一种淡淡的透纳的感觉。

## 展览
- Don Giovanni and the Sound of Bronze (2000) in Prague
- Il Canto di Orfeo (2004) Pietrasanta  (Italy)
- Europe (2005) Place Vendôme, Paris
- Mythos Revisited (2007), National Archeological Museum, Athens
- Dream of the East (2009), 中国，北京